# Unterstinkenbrunn
Unterstinkenbrunn ist eine Gemeinde mit 560 Einwohnern (Stand 1. Jänner 2025) im Bezirk Mistelbach in Niederösterreich. Von 1972 bis Ende 1994 war Unterstinkenbrunn Teil der kurzlebigen Gemeinde Gartenbrunn.

## Geografie
Unterstinkenbrunn liegt im Weinviertel am südlichen Rande des Laaer Beckens in einer Höhe von rund 200 Meter über dem Meer. Die Fläche der Gemeinde umfasst 9,42 Quadratkilometer. Davon sind 88 Prozent landwirtschaftliche Nutzfläche, 1 Prozent der Fläche ist bewaldet.
Aus dem Stinkebrunnen im Ort, aufgrund dessen die Gemeinde ihren Namen hat, fließt Wasser, das im tonig-sandigen Boden der Laa-Formation mit zweiwertigem Eisen (Fe2+) angereichert wurde und beim Austritt mit dem Sauerstoff der Luft zu dreiwertigem Eisen (Fe3+) oxidiert. Dadurch hat das Wasser einen tintigen Geschmack und die Austrittsstelle wird großflächig mit einer roten Rostschicht überzogen.

### Gemeindegliederung
Es gibt nur die Katastralgemeinde Unterstinkenbrunn. Einziger weiterer Ortsteil ist Lehmgrube.
Die Gemeinde gehört zur Kleinregion Land um Laa.
Mit der NÖ. Kommunalstrukturverbesserung wurde zum 1. Jänner 1972 Gaubitsch und Unterstinkenbrunn zur Gemeinde Gartenbrunn vereinigt. Mit 1. Jänner 1995 wurde die Zusammenlegung rückgängig gemacht.

### Nachbargemeinden
|            | Laa an der Thaya                            |           |
|            | Kompassrose, die auf Nachbargemeinden zeigt |           |
| Stronsdorf |                                             | Gaubitsch |

## Geschichte
Erstmals wurde Unterstinkenbrunn 1147 in einer Schenkungsurkunde des Bistums Passau erwähnt.
Die Geschichte des Schlosses Unterstinkenbrunn reicht in das 14. Jahrhundert zurück. Stephan von Stinkenbrunn scheint 1340 urkundlich auf.
In den Jahren 1679–1713 wütete in Unterstinkenbrunn die Pest.
Schloss und Herrschaft Unterstinkenbrunn war bis 1822 in Besitz der Grafen von Sinzendorf, deren Wappen über dem Eingang zum Schloss angebracht wurde. Die Herrschaft gestattete 1727 zehn Familien den Bau von Kleinhäusern, gewährte Bauhilfen und drei Freijahre.
1804 wurde die Volksschule gegründet und gebaut.
Im Jahr 1822 ging Schloss und Herrschaft Unterstinkenbrunn bis in das Jahr 1933 in den Besitz derer von Reuß-Köstritz über.
In den Jahren 1832, 1855 und 1866 beherrschten Choleraepidemien das Schicksal der Menschen. Große Brände richteten in den Jahren 1814, 1863 und 1866 verheerende Schäden an. Die Pfarrkirche St. Peter und Paul wurde zwischen 1861 und 1863 erbaut. 1888 wurde die Freiwillige Feuerwehr Unterstinkenbrunn gegründet.
Durch Friedrich Six, Domherr zu St. Stephan zu Wien, ist die Gemeinde in den Besitz eines Kinderheimes gelangt. Der Bau dieses Heimes begann im Jahr 1904 und endete 1905. Die Führung des Kindergartens oblag bis 1994 den Orden der Schwestern von St. Joseph und wird nunmehr durch das Land Niederösterreich mit diplomierten Kindergärtnerinnen betreut.

### Einwohnerentwicklung
Nach dem Ergebnis der Volkszählung 2001 gab es 598 Einwohner. 1991 hatte die Gemeinde 593 Einwohner, 1981 637 und im Jahr 1971 689 Einwohner.

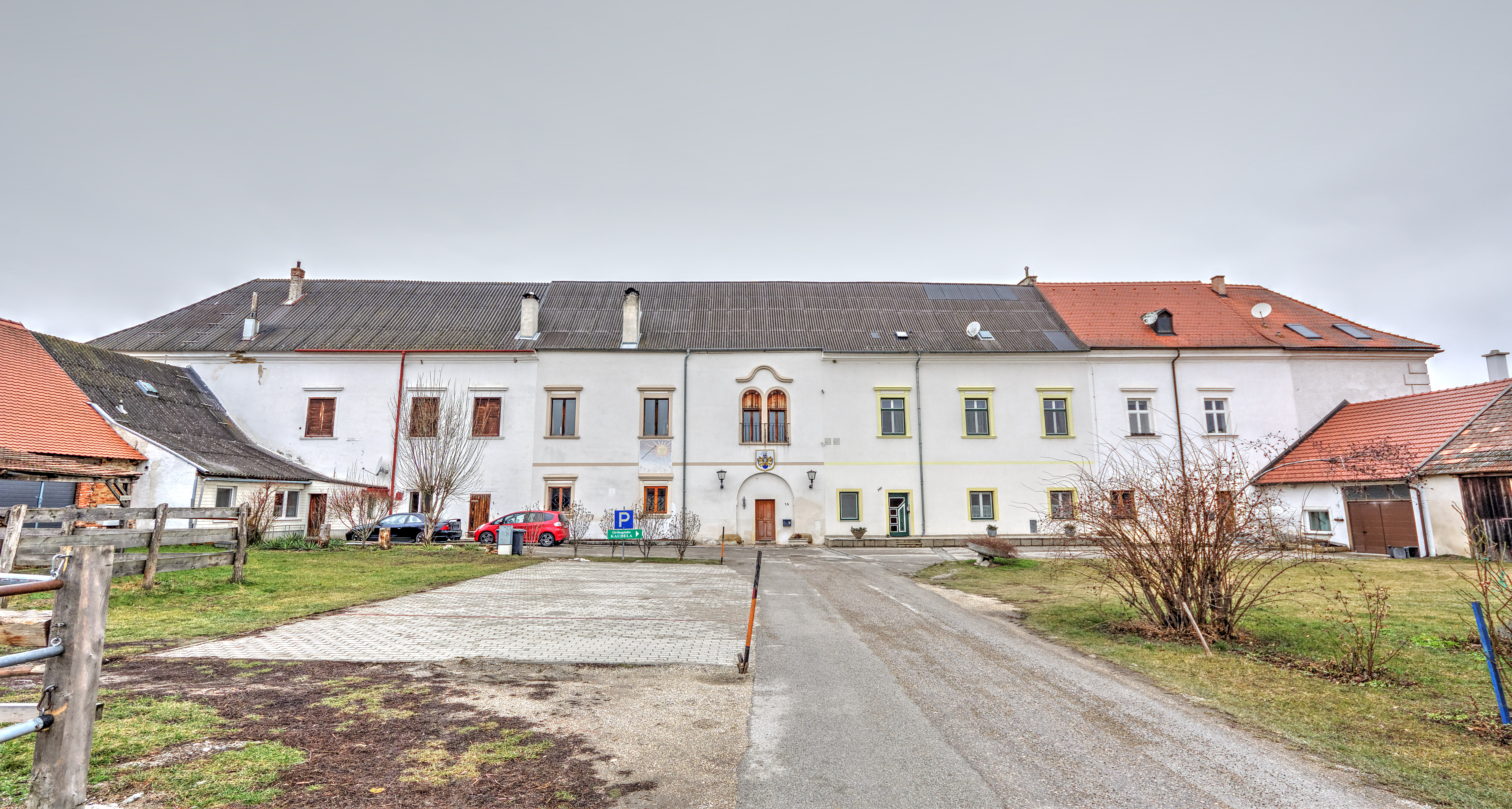
Schloss Unterstinkenbrunn

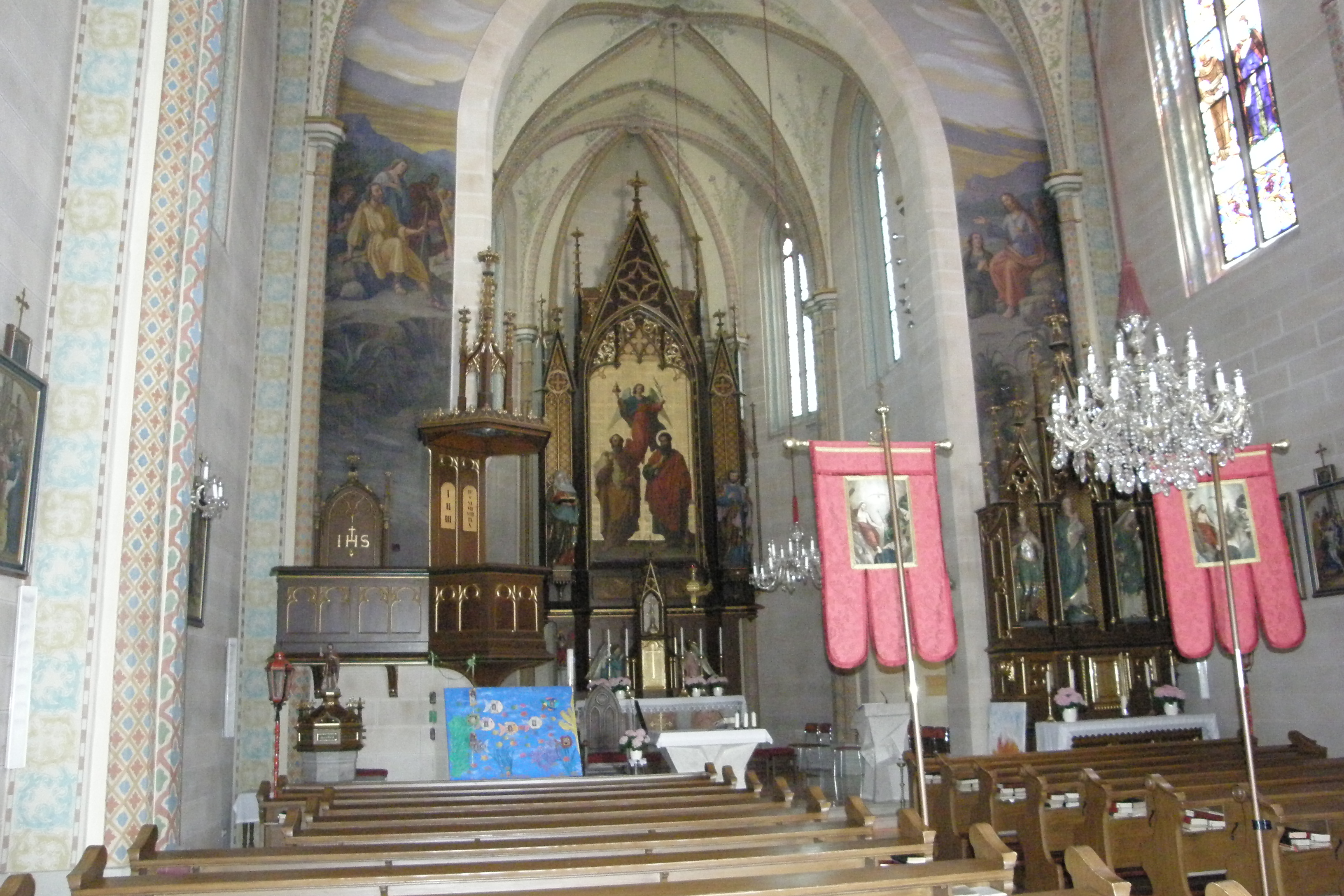
Pfarrkirche Unterstinkenbrunn

| Unterstinkenbrunn: Einwohnerzahlen von 1869 bis 2025 | Unterstinkenbrunn: Einwohnerzahlen von 1869 bis 2025 | Unterstinkenbrunn: Einwohnerzahlen von 1869 bis 2025 | Unterstinkenbrunn: Einwohnerzahlen von 1869 bis 2025 | Unterstinkenbrunn: Einwohnerzahlen von 1869 bis 2025 |
| ---------------------------------------------------- | ---------------------------------------------------- | ---------------------------------------------------- | ---------------------------------------------------- | ---------------------------------------------------- |
| Jahr                                                 |                                                      |                                                      |                                                      | Einwohner                                            |
| 1869                                                 | 1869                                                 |                                                      | 573                                                  | 573                                                  |
| 1880                                                 | 1880                                                 |                                                      | 607                                                  | 607                                                  |
| 1890                                                 | 1890                                                 |                                                      | 602                                                  | 602                                                  |
| 1900                                                 | 1900                                                 |                                                      | 634                                                  | 634                                                  |
| 1910                                                 | 1910                                                 |                                                      | 734                                                  | 734                                                  |
| 1923                                                 | 1923                                                 |                                                      | 749                                                  | 749                                                  |
| 1934                                                 | 1934                                                 |                                                      | 773                                                  | 773                                                  |
| 1939                                                 | 1939                                                 |                                                      | 748                                                  | 748                                                  |
| 1951                                                 | 1951                                                 |                                                      | 752                                                  | 752                                                  |
| 1961                                                 | 1961                                                 |                                                      | 728                                                  | 728                                                  |
| 1971                                                 | 1971                                                 |                                                      | 689                                                  | 689                                                  |
| 1981                                                 | 1981                                                 |                                                      | 637                                                  | 637                                                  |
| 1991                                                 | 1991                                                 |                                                      | 593                                                  | 593                                                  |
| 2001                                                 | 2001                                                 |                                                      | 598                                                  | 598                                                  |
| 2011                                                 | 2011                                                 |                                                      | 565                                                  | 565                                                  |
| 2021                                                 | 2021                                                 |                                                      | 548                                                  | 548                                                  |
| 2025                                                 | 2025                                                 |                                                      | 560                                                  | 560                                                  |
| Quelle(n): Statistik Austria, Gebietsstand 1.1.2021  |                                                      |                                                      |                                                      |                                                      |

## Kultur und Sehenswürdigkeiten

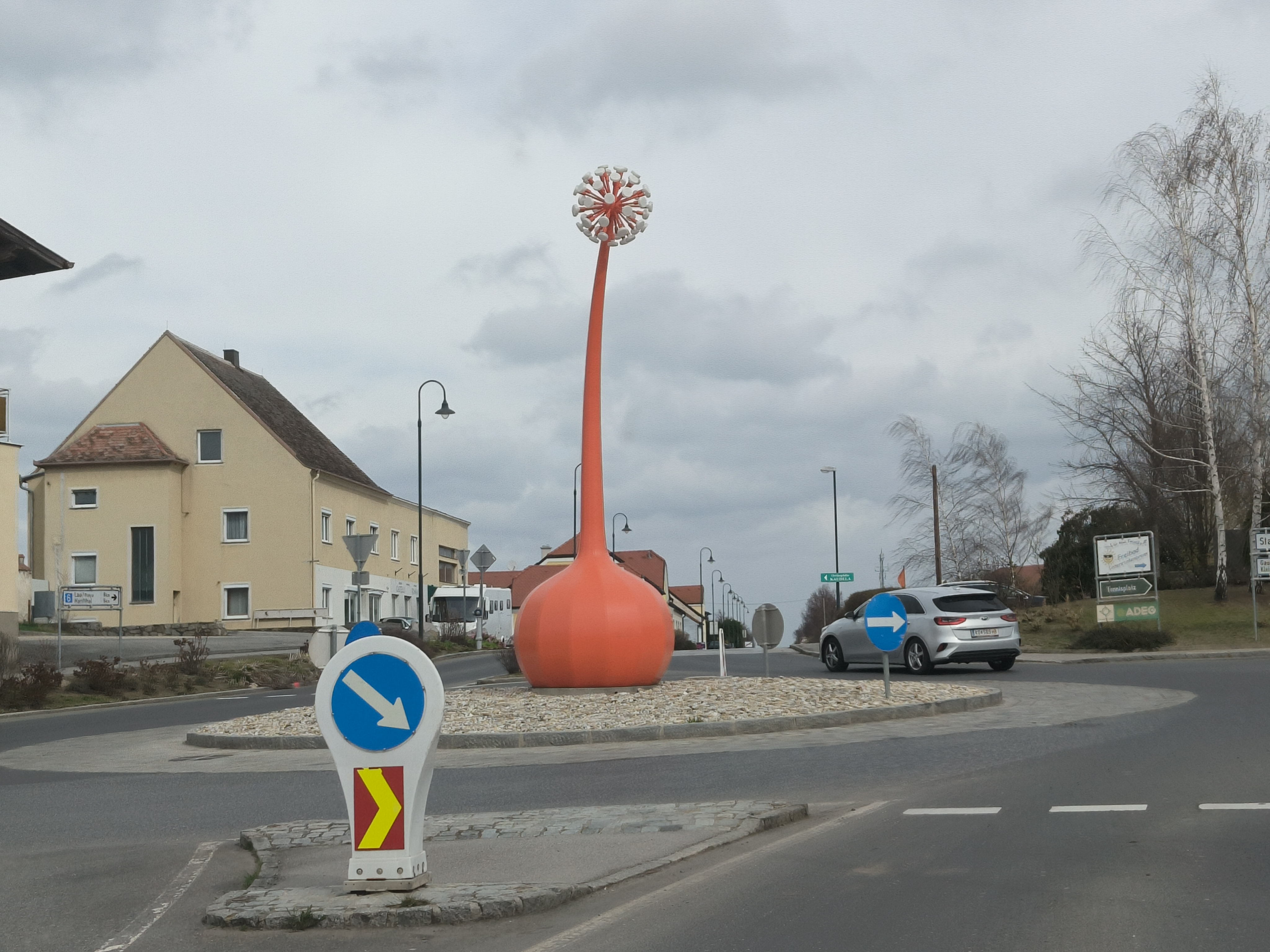
Skulptur „Grosses Zwiebelchen“ von Leo Schatzl (2007) im Kreisverkehr beim Friedhof

- Schloss Unterstinkenbrunn
- Katholische Pfarrkirche Unterstinkenbrunn Hll. Peter und Paul
- Skulptur „Grosses Zwiebelchen“ von Leo Schatzl (2007) im Kreisverkehr beim Friedhof,[6] einer der Schauplätze im Film „Andrea lässt sich scheiden“ von Josef Hader.[7]
- Die rund 400 m südlich des Ortes gelegene Loamgrui (Lehmgrube) ist ein Ensemble von Weinkellern, die – anders als in einer Kellergasse – dorfartig, zum Teil in einer Geländesenke, angeordnet sind. Die Loamgrui dient heute als Schauplatz verschiedener Veranstaltungen.

## Wirtschaft
Nach der Erhebung 1999 gab es 48 land- und forstwirtschaftliche Betriebe. Im Jahr 2001 verzeichnete Unterstinkenbrunn 23 nichtlandwirtschaftliche Arbeitsstätten. Nach der Volkszählung 2001 betrug die Zahl der Erwerbstätigen am Wohnort 259. Die Erwerbsquote lag 2001 bei 44,48 %.

### Öffentliche Einrichtungen
In Unterstinkenbrunn befindet sich ein Kindergarten.

## Politik

### Gemeinderat
| Der Gemeinderat hat 15 Mitglieder. - Gemeinderatswahlen in Niederösterreich 1990: ÖVP 13, SPÖ 2. - Gemeinderatswahlen in Niederösterreich 1995: ÖVP 12, SPÖ 3. - Gemeinderatswahlen in Niederösterreich 2000: ÖVP 12, SPÖ 3. - Gemeinderatswahlen in Niederösterreich 2005: ÖVP 10, BGM JK–Bürgermeister Josef Koudela 3, SPÖ 2. - Gemeinderatswahlen in Niederösterreich 2010: ÖVP 8, BGM JK–Bürgermeister Josef Koudela 4, SPÖ 3. - Gemeinderatswahlen in Niederösterreich 2015: ÖVP 11, SPÖ 3, BGM JK–Bürgermeister Josef Koudela 1. - Gemeinderatswahlen in Niederösterreich 2020: ÖVP 10, FPÖ 3, SPÖ 2. - Gemeinderatswahlen in Niederösterreich 2025: ÖVP 11, FPÖ 3, SPÖ 1. | Die zur Anzeige dieser Grafik verwendete Erweiterung wurde dauerhaft deaktiviert. Wir arbeiten aktuell daran, diese und weitere betroffene Grafiken auf ein neues Format umzustellen. (Mehr dazu) |

### Bürgermeister
- bis 2005 Josef Koudela (ÖVP)
- seit 2005 Matthias Hartmann (ÖVP)[15]

### Wappen
Am 10. Oktober 2010 wurde der Gemeinde Unterstinkenbrunn von Landeshauptmann Erwin Pröll das Gemeindewappen verliehen. Dieses besteht aus grünem Hintergrund (soll Landwirtschaft symbolisieren), blau-gelb(gold)en Wellen (symbolisiert eine Schwefelquelle) und zwei gekreuzten Schlüsseln (Patrozinium von Peter und Paul).

## Persönlichkeiten
- Franz Hiller (* 1948), Landwirt und Landtagsabgeordneter
- Josef Kraft (1879–1945), Archivar und Heimatforscher